# Nestar
Nestar es una localidad de la provincia de Palencia (Castilla y León, España) que pertenece al municipio de Aguilar de Campoo.

## Localización
Está a una distancia de 6 km de Aguilar de Campoo, la capital municipal, en la comarca de Campoo.

## Historia
En su término esta constatada la presencia de un castro prerromano atribuido a los Cántabros
A mediados del siglo XIX incorpora los municipios de Cabria, Cordovilla de Aguilar, Menaza y Villavega de Aguilar. 
Nestar permaneció como municipio independiente hasta 1977. Ese año se decretó su anexión con el municipio de Aguilar de Campoo junto con todas sus pedanías.

## Geografía humana

### Demografía
| Gráfica de evolución demográfica de Nestar entre 1842 y 1970 |
| |
| Población de derecho según los censos de población del INE Población de hecho según los censos de población del INEEntre el censo de 1857 y el anterior, crece el término del municipio porque incorpora a 345016 (Cabria), 345032 (Cordovilla de Aguilar), 345058 (Menaza) y 345169 (Villavega de Aguilar) Entre el censo de 1981 y el anterior, este municipio desaparece porque se integra en el municipio 34004 (Aguilar de Campoo). |

Evolución de la población en el siglo XXI
| Gráfica de evolución demográfica de Nestar entre 2000 y 2020       |
|                                                                    |
| Población de derecho (2000-2020) según el padrón municipal del INE |

## Lugares de interés
El pueblo es conocido por su puente romano, su calzada romana y su quesería.